# Aleksandar Christov (voetballer)
Aleksandar Christov (Bulgaars: Александър Христов) (Sofia, 31 mei 1904 - aldaar, 12 maart 1992) was een Bulgaars voetballer. Hij heeft gespeeld bij Levski Sofia.

## Loopbaan
Christov maakte zijn debuut in Bulgarije in 1924. Hij maakt debuut op 21 mei 1924, hij verloor met 5-0 tegen Oostenrijk. Hij heeft 7 wedstrijden gespeeld. Hij maakte deel uit van de selectie voor het voetbaltoernooi op de Olympische Zomerspelen 1924.
Christov overleed op 12 maart 1992

## Erelijst
- Parva Liga (1) : 1933